# Hypocacculus mongolicus
Hypocacculus mongolicus är en skalbaggsart som beskrevs av Reichardt 1932. Hypocacculus mongolicus ingår i släktet Hypocacculus och familjen stumpbaggar. Inga underarter finns listade i Catalogue of Life.